# 日曜ドラマ
『日曜ドラマ』（にちようドラマ）は、2015年4月19日から日本テレビ系列で毎週日曜22時30分 - 23時25分に放送されている連続テレビドラマ枠。ステレオ放送、字幕放送、連動データ放送を実施しており、2017年10月からは解説放送も実施している。

## 概要
2015年4月期の改編にて新設された。主に女性層をメインターゲットにしている『水曜ドラマ』（2024年4月から2025年3月までは『土ドラ9』）、ファミリー層を対象にした『土曜ドラマ』（2024年4月から2025年3月までは『土ドラ10』）に対して、「映画ファンも楽しめるエンターテインメント」をコンセプトに上げている。このため、若者向けのアクション系、サスペンス系、ミステリー系の作品が主となっている。しかし、2020年代に入ってからはコメディやヒューマンドラマが放送されることが増え、逆に『土曜ドラマ』枠でアクション系、サスペンス系、ミステリー系の作品が増えている。
日本テレビでは、2015年2月6日に行われた改編説明会で本ドラマ枠の新設を発表した。この背景には「配信や映画、舞台への派生などのストックコンテンツの充実」が上げられており、作品の中には映画またはHulu配信作品へ派生展開したものも多い。
本枠の新設により、日本テレビ系列プライムタイムのドラマ枠は2009年3月に『火曜ドラマ』が終了して以来、6年ぶりに3枠体制となった。同局の同時間帯では1991年3月1日 - 10月13日に放送された海外ドラマ『新スパイ大作戦』以来23年6か月ぶり、自社制作による国産ドラマとしては1968年4月21日 - 7月21日に放送された刑事ドラマ『特別捜査本部』以来46年9か月ぶりのテレビドラマだった。
1クール10回単位でそろえているが、『あなたの番です』（2019年4・7月期）と『真犯人フラグ』（2021年10月・2022年1月期）は2クール（各20話。1クール当たりは10話のまま+ほかに特別編）を放送。日本テレビ系列でのドラマの2クール放送は25年ぶりとなった。
2020年1月期の『シロでもクロでもない世界で、パンダは笑う。』は読売テレビが制作局となり、以降本枠は2021年7月期の『ボクの殺意が恋をした』までは2クールおき、以降は毎年7月期の作品が読売テレビ制作作品となっている。日本テレビの日曜22時30分枠に読売テレビ制作番組が放送されるのは、1970年10月4日から1976年3月28日まで放送され、2024年現在も日曜6時30分で放送継続中の『遠くへ行きたい』（22時30分 - 23時）以来実に43年9か月振り（1時間枠は史上初）となった。また、読売テレビ制作の1時間枠の連続ドラマがプライムタイムに放送されるのは2004年1月 - 3月期に月曜22時台枠に放送された『乱歩R』以来である。本枠よりも前に放送が開始されている『木曜ドラマ』（プラチナイト：金曜0時台枠）も継続して放送されるため、読売テレビは在阪局として全国ネットの連続ドラマ枠を2枠並列で担当することになる。
2021年1月期『君と世界が終わる日に』はHuluとの共同制作で、Season2は地上波では放映されず、Huluで公開・配信された。
2023年4月からは、朝日放送テレビが「日曜10時枠の連続ドラマ」を新設したため、22時30分 - 23時09分の間は本枠と重複することになった。当枠の7月期のドラマが読売テレビの制作であるため、その期間の放送中は在阪局同士のドラマが競合し合う形となる。
2024年7月期の読売テレビ制作作品『降り積もれ孤独な死よ』以降、『日ドラ1030』表記のロゴが使用されている。
当枠開始からの主演最多は窪田正孝、山﨑賢人、松坂桃李、賀来賢人（全て2回）であり、その他の当枠での主演経験者は当枠での初主演止まりとなっている。

## 作品リスト
太字は読売テレビ制作。

### 2010年代
| 題                               | 年・季          | 主演                       | 原作                              | 平均視聴率 | 最高視聴率 |
| -------------------------------- | --------------- | -------------------------- | --------------------------------- | ---------- | ---------- |
| ワイルド・ヒーローズ             | 2015年04月      | TAKAHIRO                   |                                   | 8.7%       | 10.2%      |
| デスノート                       | 2015年07月      | 窪田正孝 山﨑賢人          | 大場つぐみ 小畑健 『DEATH NOTE』  | 11.8%      | 16.9%      |
| エンジェル・ハート               | 2015年10月      | 上川隆也                   | 北条司                            | 9.3%       | 12.5%      |
| 臨床犯罪学者 火村英生の推理      | 2016年01月      | 斎藤工 窪田正孝            | 有栖川有栖 『作家アリスシリーズ』 | 8.8%       | 11.1%      |
| ゆとりですがなにか               | 2016年04月      | 岡田将生 松坂桃李 柳楽優弥 | -                                 | 8.4%       | 9.4%       |
| そして、誰もいなくなった         | 2016年07月      | 藤原竜也                   | -                                 | 8.1%       | 10.7%      |
| レンタル救世主                   | 2016年10月      | 沢村一樹                   | -                                 | 7.2%       | 10.2%      |
| 視覚探偵 日暮旅人                | 2017年01月      | 松坂桃李                   | 山口幸三郎 『探偵・日暮旅人』     | 9.2%       | 11.2%      |
| フランケンシュタインの恋         | 2017年04月      | 綾野剛                     |                                   | 7.5%       | 11.2%      |
| 愛してたって、秘密はある。       | 2017年07月      | 福士蒼汰                   | 秋元康（原案）                    | 8.6%       | 10.1%      |
| 今からあなたを脅迫します         | 2017年10月      | ディーン・フジオカ 武井咲  | 藤石波矢 『脅迫屋シリーズ』       | 6.1%       | 8.0%       |
| トドメの接吻                     | 2018年01月      | 山﨑賢人                   | -                                 | 6.9%       | 7.5%       |
| 崖っぷちホテル!                  | 2018年04月      | 岩田剛典                   | -                                 | 7.5%       | 10.6%      |
| ゼロ 一獲千金ゲーム              | 2018年07月      | 加藤シゲアキ（NEWS）       | 福本伸行 『賭博覇王伝 零』        | 6.6%       | 8.3%       |
| 今日から俺は!!                   | 2018年10月      | 賀来賢人                   | 西森博之 『今日から俺は!!』       | 9.9%       | 12.6%      |
| 3年A組-今から皆さんは、人質です- | 2019年01月      | 菅田将暉                   |                                   | 11.5%      | 15.4%      |
| あなたの番です                   | 2019年4月 - 9月 | 原田知世 田中圭            | 秋元康（原案）                    | 9.3%       | 19.4%      |
| ニッポンノワール-刑事Yの反乱-    | 2019年10月      | 賀来賢人                   |                                   | 6.9%       | 8.1%       |

### 2020年代
| 題                                             | 年・季                 | 主演                                             | 原作                                                           | 平均視聴率 | 最高視聴率 |
| ---------------------------------------------- | ---------------------- | ------------------------------------------------ | -------------------------------------------------------------- | ---------- | ---------- |
| シロでもクロでもない世界で、パンダは笑う。     | 2020年01月             | 清野菜名 横浜流星                                |                                                                | 8.1%       | 9.5%       |
| 美食探偵 明智五郎                              | 2020年04月             | 中村倫也                                         | 東村アキコ                                                     | 8.6%       | 10.0%      |
| 親バカ青春白書                                 | 2020年08月             | ムロツヨシ                                       |                                                                | 8.8%       | 10.3%      |
| 極主夫道                                       | 2020年10月             | 玉木宏                                           | おおのこうすけ                                                 | 9.2%       | 11.8%      |
| 君と世界が終わる日に（Season1）                | 2021年01月             | 竹内涼真                                         | -                                                              | 7.8%       | 8.4%       |
| ネメシス                                       | 2021年04月             | 広瀬すず 櫻井翔                                  | -                                                              | 8.6%       | 11.4%      |
| ボクの殺意が恋をした                           | 2021年07月             | 中川大志                                         | -                                                              | 5.3%       | 6.0%       |
| 真犯人フラグ                                   | 2021年10月 - 2022年3月 | 西島秀俊                                         | 秋元康（原案）                                                 | 7.7%       | 12.4%      |
| 金田一少年の事件簿 （第5期）                   | 2022年04月             | 道枝駿佑（なにわ男子）                           | 金成陽三郎 天樹征丸 さとうふみや 『金田一少年の事件簿』        | 6.2%       | 7.8%       |
| 新・信長公記〜クラスメイトは戦国武将〜         | 2022年07月             | 永瀬廉（King & Prince）                          | 甲斐谷忍 『新・信長公記〜ノブナガくんと私』                    | 4.4%       | 6.1%       |
| 霊媒探偵・城塚翡翠                             | 2022年10月 - 11月      | 清原果耶                                         | 相沢沙呼 『medium 霊媒探偵城塚翡翠』 『Invert 城塚翡翠倒叙集』 | 5.3%       | 6.4%       |
| invert 城塚翡翠 倒叙集                         | 2022年11月 - 12月      | 清原果耶                                         | 相沢沙呼 『medium 霊媒探偵城塚翡翠』 『Invert 城塚翡翠倒叙集』 | 5.0%       | 5.6%       |
| ブラッシュアップライフ                         | 2023年01月             | 安藤サクラ                                       | -                                                              | 6.2%       | 7.1%       |
| だが、情熱はある                               | 2023年04月             | 髙橋海人（King & Prince） 森本慎太郎（SixTONES） | -                                                              | 4.1%       | 5.0%       |
| CODE-願いの代償-                               | 2023年07月             | 坂口健太郎                                       | -                                                              | 5.1%       | 6.1%       |
| セクシー田中さん                               | 2023年10月             | 木南晴夏                                         | 芦原妃名子                                                     | 6.1%       | 7.2%       |
| 厨房のありす                                   | 2024年01月             | 門脇麦                                           |                                                                | 5.3%       | 6.2%       |
| ACMA:GAME アクマゲーム                         | 2024年04月             | 間宮祥太朗                                       | メーブ 恵広史 『ACMA:GAME』                                    | 3.6%       | 5.7%       |
| 降り積もれ孤独な死よ                           | 2024年07月             | 成田凌                                           | 井龍一 伊藤翔太                                                | 4.2%       | 5.2%       |
| 若草物語-恋する姉妹と恋せぬ私-                 | 2024年10月             | 堀田真由                                         | ルイーザ・メイ・オルコット『若草物語』（原案）                 |            |            |
| ホットスポット                                 | 2025年01月             | 市川実日子                                       | -                                                              | 5.8%       | 6.7%       |
| ダメマネ! -ダメなタレント、マネジメントします- | 2025年04月             | 川栄李奈                                         | -                                                              | -          | -          |
| DOCTOR PRICE                                   | 2025年07月             | 岩田剛典                                         | 逆津ツカサ（原作） 有柚まさき（作画）                          | -          | -          |
| ぼくたちん家                                   | 2025年10月             | 及川光博                                         |                                                                | -          | -          |

## 視聴率10傑
以下の数値はビデオリサーチ調べ、関東地区・世帯・リアルタイム。

### 平均視聴率10傑
| 順位 | タイトル                         | 放送年 | 平均視聴率 |
| ---- | -------------------------------- | ------ | ---------- |
| 1位  | デスノート                       | 2015年 | 11.8%      |
| 2位  | 3年A組-今から皆さんは、人質です- | 2019年 | 11.5%      |
| 3位  | 今日から俺は!!                   | 2018年 | 9.9%       |
| 4位  | エンジェル・ハート               | 2015年 | 9.3%       |
| 4位  | あなたの番です                   | 2019年 | 9.3%       |
| 6位  | 視覚探偵 日暮旅人                | 2017年 | 9.2%       |
| 6位  | 極主夫道                         | 2020年 | 9.2%       |
| 8位  | 臨床犯罪学者 火村英生の推理      | 2016年 | 8.8%       |
| 8位  | 親バカ青春白書                   | 2020年 | 8.8%       |
| 10位 | ワイルド・ヒーローズ             | 2015年 | 8.7%       |

### 最高視聴率10傑
| 順位 | タイトル                         | 放送年 | 最高視聴率 | 該当話           |
| ---- | -------------------------------- | ------ | ---------- | ---------------- |
| 1位  | あなたの番です                   | 2019年 | 19.4%      | 最終話（第20話） |
| 2位  | デスノート                       | 2015年 | 16.9%      | 第1話            |
| 3位  | 3年A組-今から皆さんは、人質です- | 2019年 | 15.4%      | 最終話（第10話） |
| 4位  | 今日から俺は!!                   | 2018年 | 12.6%      | 最終話（第10話） |
| 5位  | エンジェル・ハート               | 2015年 | 12.5%      | 第1話            |
| 6位  | 真犯人フラグ                     | 2022年 | 12.4%      | 最終話（第20話） |
| 7位  | 極主夫道                         | 2020年 | 11.8%      | 第1話            |
| 8位  | ネメシス                         | 2021年 | 11.4%      | 第1話            |
| 9位  | 視覚探偵 日暮旅人                | 2017年 | 11.2%      | 第1話            |
| 9位  | フランケンシュタインの恋         | 2017年 | 11.2%      | 第1話            |

## 当枠で放送された特別番組

### 2015年
| 4月12日  | ヨロシクご検討ください  | 第3弾。                                |
| 6月25日  | ヨロシクご検討ください  | 第4弾。23:00 - 23:55に放送。           |
| 9月20日  | ジュウブンノサン        | 第2弾。23:00 - 23:55に放送。           |
| 9月27日  | ヨロシクご検討ください  | 第5弾。                                |
| 12月13日 | ウチのガヤがすみません! | 第2弾。23:05 - 0:00に放送。            |
| 12月20日 | ダマシバナシ            | スペシャルドラマ。23:15 - 0:10に放送。 |

### 2016年
| 1月3日   | 市川海老蔵にござりまする                                     | 第3弾。23:00 - 0:30に放送。  |
| 3月27日  | ジュウブンノサン                                             | 第3弾。23:00 - 23:55に放送。 |
| 6月26日  | 諸事情により…                                                | 第3弾。                      |
| 7月3日   | 有吉の壁                                                     | 第5弾。23:00 - 23:55に放送。 |
| 9月18日  | ウチのガヤがすみません!                                      | 第3弾。23:00 - 23:55に放送。 |
| 12月18日 | 今夜決定!ガキメンバーが選ぶ ベストオブ絶対笑ってはいけないSP | 23:05 - 0:00に放送。         |

### 2017年
| 1月8日  | 女優カメレオン                                                             | 第4弾。23:00 - 23:55に放送。 |
| 1月15日 | ウチのガヤがすみません!                                                    | 第4弾。                      |
| 3月26日 | 最後の一日 最後の言葉 〜本当にそれでイイんですか?〜                        | 第2弾。23:00 - 23:55に放送。 |
| 4月9日  | ニノさんSP                                                                 |                              |
| 4月16日 | 有吉の壁                                                                   | 第7弾。23:00 - 23:55に放送。 |
| 7月2日  | ゆとりですがなにか                                                         | スペシャルドラマ             |
| 7月9日  | ゆとりですがなにか                                                         | スペシャルドラマ             |
| 9月24日 | ガキの使い特別版!絶対に答えなくてはいけない!レジェンド芸人に聞きたいことSP | 23:00 - 23:55に放送。        |

### 2018年
| 3月18日  | 坂上忍と○○の彼女                                                       | 第3弾。                       |
| 3月25日  | ガキの使い特別版!大喜利大合戦スペシャル!                               | 23:00 - 23:55に放送。         |
| 4月8日   | 女が女に怒る夜                                                         | 第2弾。                       |
| 7月1日   | Sexy Zoneのたった3日間で人生は変わるのか!?                             | 23:00 - 23:55に放送。         |
| 7月8日   | ガキの使い特別版!絶対に集合しなければならない!スマホなしで待ち合わせSP |                               |
| 9月23日  | 有吉の壁                                                               | 第10弾。23:00 - 23:55に放送。 |
| 9月30日  | 好奇心クラブWOW                                                        | 第2弾。                       |
| 12月30日 | 有田教授と憂鬱な民                                                     | 23:00 - 0:00に放送。          |

### 2019年
| 3月17日  | 内村&さまぁ〜ずの初出しトークバラエティ 笑いダネ                            | 第2弾。                                                             |
| 3月24日  | ＃渡辺直美のヤバスタグラム                                                  |                                                                     |
| 3月31日  | ガキ使プレミアムズ 人気者が殴り込み!片寄涼太サイレント図書館&峯田和伸カルタ | 23:00 - 23:55に放送。                                               |
| 9月15日  | サンドウィッチマンのバズれ!アスリートTuber                                  | 第2弾。                                                             |
| 9月22日  | 中居正広の【悲報】館                                                        |                                                                     |
| 9月29日  | 臨床犯罪学者 火村英生の推理2019                                             | スペシャルドラマ                                                    |
| 12月22日 | 凄技!仮スマ動画                                                             | 第3弾。23:00 - 23:55に放送。                                        |
| 12月29日 | 新・日本男児と中居 年末SP                                                   | 23:30 - 0:25に放送。※全編ローカルセールス枠（一部地域は非ネット）。 |

### 2020年
| 1月5日   | 有吉の壁                                                     | 第13弾。                     |
| 3月22日  | 第7キングダム                                                | 23:00 - 23:55に放送。        |
| 3月29日  | 中居正広の【悲報】館                                         | 第2弾                        |
| 7月5日   | 新・日本男児と中居 1時間SP                                   | 23:00 - 23:55に放送。        |
| 7月12日  | お笑いG7サミット                                             |                              |
| 7月19日  | 人気俳優が絶対に間違えられないクイズ~今日から俺は!!80年代編~ |                              |
| 7月26日  | リモートで殺される                                           | スペシャルドラマ             |
| 9月20日  | あなたはこの衝撃に耐えられる?ワールドドキドキビデオ          |                              |
| 9月27日  | お笑いG7サミット                                             | 23:00 - 23:55に放送。        |
| 12月20日 | 有田教授とコロナ禍の憂鬱な民                                 | 第3弾                        |
| 12月27日 | あなたはこの衝撃に耐えられる?ワールドドキドキビデオ          | 第2弾。22:00 - 23:25に放送。 |

### 2021年
| 1月10日 | アプリで恋する20の条件            | 新春スペシャルドラマ。                     |
| 3月28日 | THE芸人プリズン                   | 第3弾                                      |
| 6月20日 | 漫才JAPAN                         | 第3弾                                      |
| 6月27日 | 嘘から始まる恋                    | スペシャルドラマ 23:00 - 23:55に放送。     |
| 9月19日 | バンクオーバー!〜史上最弱の強盗〜 | スペシャルドラマ前編                       |
| 9月26日 | バンクオーバー!〜史上最弱の強盗〜 | スペシャルドラマ後編 23:00 - 23:55に放送。 |
| 10月3日 | 中居ウエンツとアウトエイジ        | 23:00 - 23:55に放送。                      |

### 2022年
| 1月2日  | 千鳥かまいたちアワー新春SP          | 23:00 - 翌0:25に放送。       |
| 3月20日 | NETAMI                              | 第2弾。                      |
| 3月27日 | 上田若林の撮れ高                    | 23:00 - 23:55に放送。        |
| 4月3日  | 名探偵ステイホームズ                | スペシャルドラマ前編         |
| 4月10日 | 名探偵ステイホームズ                | スペシャルドラマ後編         |
| 4月17日 | 開演まで30秒!お笑いタッグマッチSHOW | 第2弾                        |
| 7月17日 | 上田若林の撮れ高                    | 第2弾。23:00 - 23:55に放送。 |
| 10月2日 | ファミリークエスト                  | 23:00 - 23:55に放送。        |
| 10月9日 | ノンレムの窓                        | スペシャルドラマ第2弾。      |

### 2023年
| 1月1日   | King & Princeる。新春SP                     | 23:30 - 翌0:25に放送。           |
| 3月19日  | 君と世界が終わる日に 入門編 完全新作SP      | スペシャルドラマ。               |
| 3月26日  | 兼近&真之介のメシドラ                       | 第2弾。                          |
| 4月2日   | カワシマの穴                                | 第2弾。23:00 - 23:55に放送。     |
| 9月24日  | カワシマの穴                                | 第3弾。                          |
| 10月1日  | 上田若林の撮れ高                            | 第4弾。23:00 - 23:55に放送予定。 |
| 10月8日  | 金のツカミ                                  | 第2弾。                          |
| 10月15日 | これが解ければ一攫千金 クイズ!解金!企画SHOW | 第2弾。                          |

### 2024年
| 1月7日   | トークで落とせ!大悟の芸人領収書                | 第2弾。                      |
| 1月14日  | 開演まで30秒!THEパニックGP                     |                              |
| 3月31日  | ノンレムの窓                                   | スペシャルドラマ第6弾。      |
| 6月16日  | パンドラの果実〜科学犯罪捜査ファイル〜最新章SP | スペシャルドラマ。           |
| 6月23日  | あの頃からわたしたちは                         | 第2弾。23:00 - 23:55に放送。 |
| 6月30日  | 天使の数字☆悪魔の数字                          | 第2弾。                      |
| 9月15日  | SixTONESの今日からプロデューサーズ!            |                              |
| 9月22日  | Game of SixTONES                               |                              |
| 9月29日  | リベジョ〜憎きヤバ男にテンチュー下す〜         | 23:00 - 23:55に放送。        |
| 12月22日 | 続々～ゾクゾク～                               | 22:00 - 23:25に放送。        |
| 12月29日 | クイズ タイムリープ                            | 22:00 - 23:55に放送。        |

### 2025年
| 1月5日          | ノンレムの窓             | スペシャルドラマ第7弾。 |
| 3月23日         | オー!マイゴッド!2025春SP | 22:00 - 23:25に放送。   |
| 3月30日・4月6日 | 俺の話は長い～2025・春～ |                         |
| 4月13日         | メシドラ                 |                         |

## ネット局
| 放送対象地域   | 放送局                    | 系列                                         | 放送日時           | ネット状況 |
| -------------- | ------------------------- | -------------------------------------------- | ------------------ | ---------- |
| 関東広域圏     | 日本テレビ（NTV）         | 日本テレビ系列                               | 日曜 22:30 - 23:25 | 制作局     |
| 近畿広域圏     | 読売テレビ（ytv）         | 日本テレビ系列                               | 日曜 22:30 - 23:25 | 制作局     |
| 北海道         | 札幌テレビ（STV）         | 日本テレビ系列                               | 日曜 22:30 - 23:25 | 同時ネット |
| 青森県         | 青森放送（RAB）           | 日本テレビ系列                               | 日曜 22:30 - 23:25 | 同時ネット |
| 岩手県         | テレビ岩手（TVI）         | 日本テレビ系列                               | 日曜 22:30 - 23:25 | 同時ネット |
| 宮城県         | ミヤギテレビ（MMT）       | 日本テレビ系列                               | 日曜 22:30 - 23:25 | 同時ネット |
| 秋田県         | 秋田放送（ABS）           | 日本テレビ系列                               | 日曜 22:30 - 23:25 | 同時ネット |
| 山形県         | 山形放送（YBC）           | 日本テレビ系列                               | 日曜 22:30 - 23:25 | 同時ネット |
| 福島県         | 福島中央テレビ（FCT）     | 日本テレビ系列                               | 日曜 22:30 - 23:25 | 同時ネット |
| 山梨県         | 山梨放送（YBS）           | 日本テレビ系列                               | 日曜 22:30 - 23:25 | 同時ネット |
| 新潟県         | テレビ新潟（TeNY）        | 日本テレビ系列                               | 日曜 22:30 - 23:25 | 同時ネット |
| 長野県         | テレビ信州（TSB）         | 日本テレビ系列                               | 日曜 22:30 - 23:25 | 同時ネット |
| 静岡県         | 静岡第一テレビ（SDT）     | 日本テレビ系列                               | 日曜 22:30 - 23:25 | 同時ネット |
| 富山県         | 北日本放送（KNB）         | 日本テレビ系列                               | 日曜 22:30 - 23:25 | 同時ネット |
| 石川県         | テレビ金沢（KTK）         | 日本テレビ系列                               | 日曜 22:30 - 23:25 | 同時ネット |
| 福井県         | 福井放送（FBC）           | 日本テレビ系列                               | 日曜 22:30 - 23:25 | 同時ネット |
| 中京広域圏     | 中京テレビ（CTV）         | 日本テレビ系列                               | 日曜 22:30 - 23:25 | 同時ネット |
| 鳥取県・島根県 | 日本海テレビ（NKT）       | 日本テレビ系列                               | 日曜 22:30 - 23:25 | 同時ネット |
| 広島県         | 広島テレビ（HTV）         | 日本テレビ系列                               | 日曜 22:30 - 23:25 | 同時ネット |
| 山口県         | 山口放送（KRY）           | 日本テレビ系列                               | 日曜 22:30 - 23:25 | 同時ネット |
| 徳島県         | 四国放送（JRT）           | 日本テレビ系列                               | 日曜 22:30 - 23:25 | 同時ネット |
| 香川県・岡山県 | 西日本放送（RNC）         | 日本テレビ系列                               | 日曜 22:30 - 23:25 | 同時ネット |
| 愛媛県         | 南海放送（RNB）           | 日本テレビ系列                               | 日曜 22:30 - 23:25 | 同時ネット |
| 高知県         | 高知放送（RKC）           | 日本テレビ系列                               | 日曜 22:30 - 23:25 | 同時ネット |
| 福岡県         | 福岡放送（FBS）           | 日本テレビ系列                               | 日曜 22:30 - 23:25 | 同時ネット |
| 長崎県         | 長崎国際テレビ（NIB）     | 日本テレビ系列                               | 日曜 22:30 - 23:25 | 同時ネット |
| 熊本県         | くまもと県民テレビ（KKT） | 日本テレビ系列                               | 日曜 22:30 - 23:25 | 同時ネット |
| 鹿児島県       | 鹿児島読売テレビ（KYT）   | 日本テレビ系列                               | 日曜 22:30 - 23:25 | 同時ネット |
| 大分県         | テレビ大分（TOS）         | 日本テレビ系列 フジテレビ系列                | 日曜 22:30 - 23:25 | 同時ネット |
| 宮崎県         | テレビ宮崎（UMK）         | フジテレビ系列 日本テレビ系列 テレビ朝日系列 | 日曜 22:30 - 23:25 | 同時ネット |
| 沖縄県         | 琉球放送（RBC）           | TBS系列                                      | 不定期放送         | 遅れネット |

ネット配信
| 配信元 | 更新日時        | 備考                               |
| ------ | --------------- | ---------------------------------- |
| TVer   | 日曜 23:30 更新 | 同時ネット局の最新話限定で無料配信 |
| GYAO!  | 日曜 23:30 更新 | 同時ネット局の最新話限定で無料配信 |
| hulu   | 更新時間未定    | 有料会員は全話見放題               |

### 備考
初回スペシャルとして放送枠を30分前拡大する場合は開始時刻を22:00に前倒しし、通常時の本番組の前番組『おしゃれクリップ』の当該放送日分は休止となる。
また、2018年4月期の『崖っぷちホテル!』ならびに2018年10月期『今日から俺は!!』においては『おしゃれイズム』を通常通り放送し、本枠の初回の拡大放送もなく、通常編成時と同様の放送時間となった。そして、2019年4月以降に放送する作品ならびに読売テレビ制作の作品に関しても『おしゃれクリップ』を通常通り放送し、本枠の初回の拡大放送もなく、通常編成時と同様の放送時間に変更されている。
2024年4月から1年間は、本枠は唯一日本テレビ系列全局での同時ネットのゴールデン・プライムタイムの連続ドラマ枠となっていた。